# 551 a.C.
Il 551 a.C. (DLI a.C. in numeri romani) è un anno  del VI secolo a.C.

## Nati
- 28 settembre - Confucio, filosofo cinese († 479 a.C.)